# 포트로더데일 할리우드 국제공항
포트로더데일 할리우드 국제공항(영어: Fort Lauderdale–Hollywood International Airport)은 미국 플로리다주 브로워드군에 위치한 국제공항이다. 포트로더데일, 할리우드, 데이니아비치와 경계를 접하고 있으며, 포트로더데일 시내로부터 남동쪽으로 5km 떨어진 곳에 위치해 있다.